# Keyenberg
Keyenberg is een plaats in de Duitse gemeente Erkelenz, deelstaat Noordrijn-Westfalen, en telt 250 inwoners (2021).

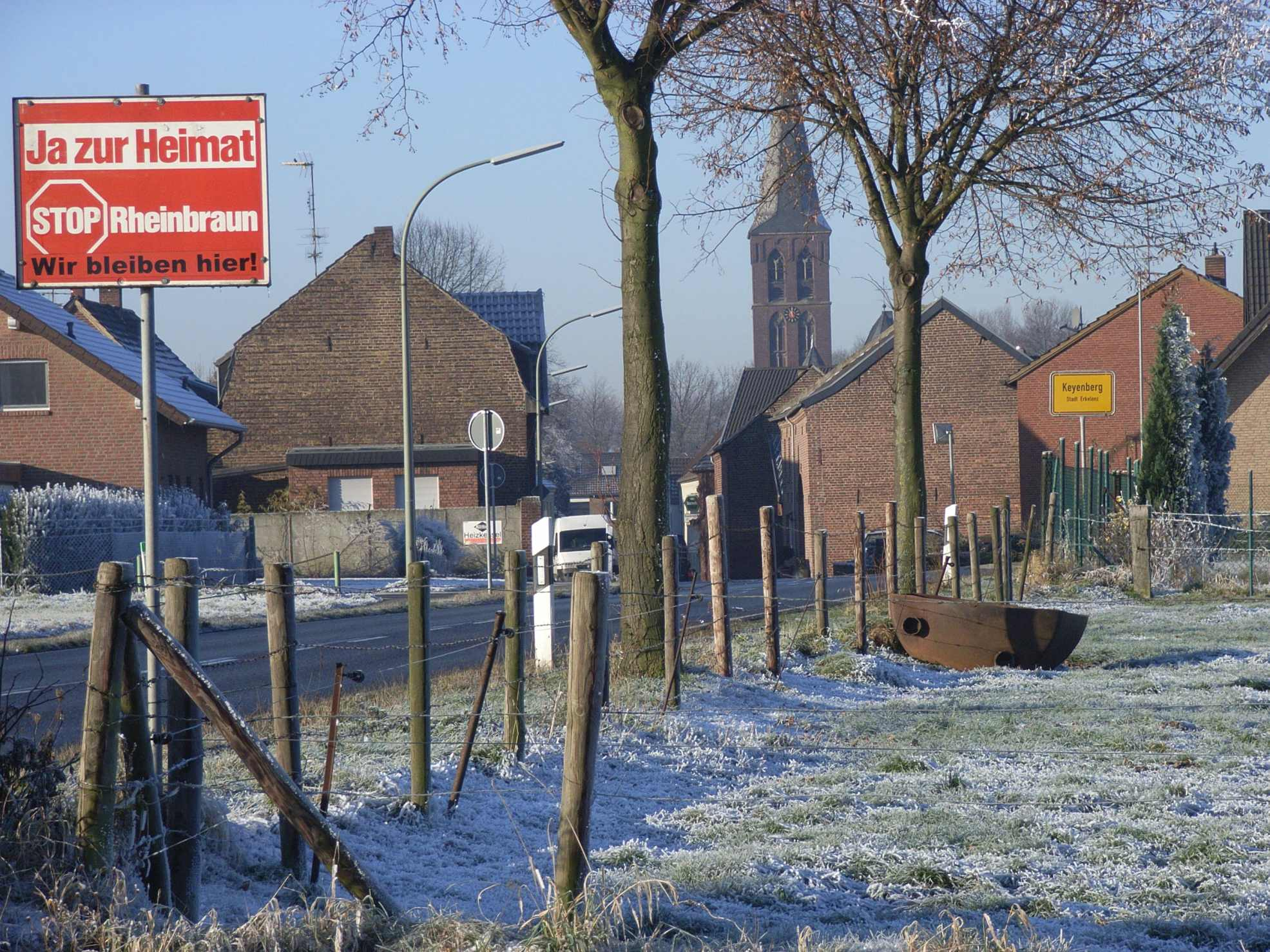
De ingang van Keylenberg met een protestbord tegen de bruinkoolwinning

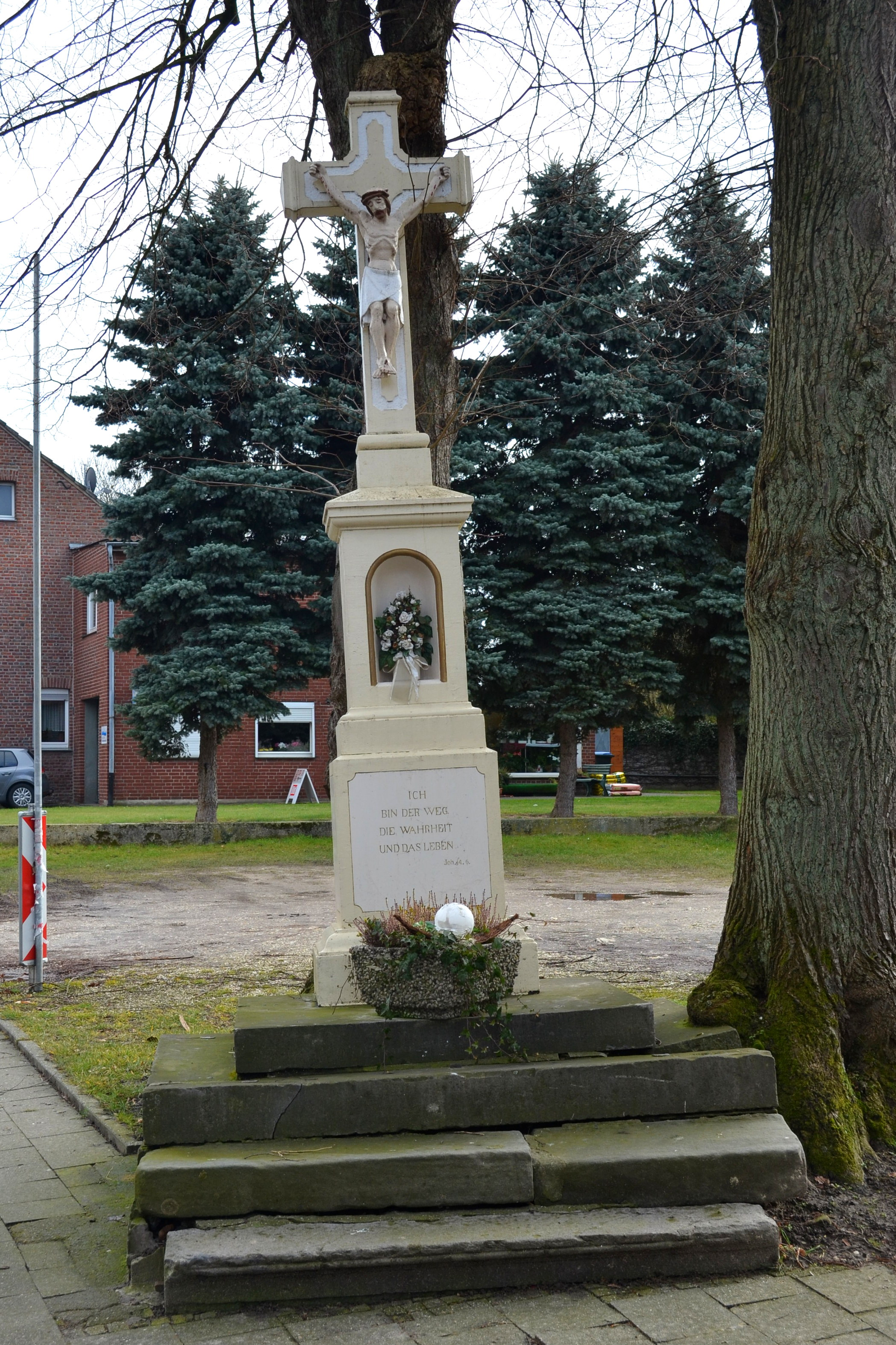
19e-eeuws wegkruis

Het landelijk Keyenberg ligt aan de rand van een lössplateau. Samen met enkele andere plaatsen in de gemeente Erkelenz (Kuckum, Unter- en Oberwestrich en Berverath) stond Keyenberg op de planning om te wijken voor de bruinkoolmijn Garzweiler II. In 2022 is echter besloten om in 2030 te stoppen met de bruinkoolwinning in Garzweiler II waardoor het dorp (voorlopig) gespaard is van de sloop.